# Oleg Protsenko
Oleg Valeryevich Protsenko  (né le 11 août 1963 à Soltsy) est un athlète russe, spécialiste du triple saut.

## Biographie
Concourant sous les couleurs de l'URSS dans les années 1980 et 1990, Oleg Protsenko se distingue en remportant la médaille d'or lors des Jeux de l'Amitié de 1984 à Moscou, puis en août 1985 à Leningrad en établissant un nouveau record d'Europe du triple saut avec la marque de 17,69 m, améliorant de 12 cm la marque du Britannique Keith Connor réalisée en 1982. Il se classe deuxième de la Coupe du monde des nations 1985 et troisième des Championnats d'Europe 1986.
En début de saison 1987, à Osaka, il établit la marque de 17,67 m lors d'une compétition indoor, et devient à cette occasion le premier détenteur du record du monde en salle de la discipline. Il remporte la médaille d'argent des Championnats du monde en salle d'Indianapolis (17,26 m), devancé par l'Américain Mike Conley.

### Palmarès
| Date | Compétition                    | Lieu         | Résultat | Marque  |
| ---- | ------------------------------ | ------------ | -------- | ------- |
| 1985 | Jeux mondiaux en salle         | Paris        | 4e       | 16,80 m |
| 1985 | Coupe du monde des nations     | Canberra     | 2e       | 17,47 m |
| 1986 | Championnats d'Europe          | Stuttgart    | 3e       | 17,28 m |
| 1987 | Championnats du monde en salle | Indianapolis | 2e       | 17,26 m |
| 1987 | Championnats du monde          | Rome         | 8e       | 17,23 m |
| 1988 | Jeux olympiques                | Séoul        | 4e       | 17,38 m |
| 1990 | Championnats d'Europe          | Split        | 8e       | 16,80 m |

### Records
| Épreuve     | Épreuve   | Performance | Lieu   | Date            |
| ----------- | --------- | ----------- | ------ | --------------- |
| Triple saut | Plein air | 17,75 m     | Moscou | 9 juin 1990     |
| Triple saut | Salle     | 17,67 m     | Osaka  | 15 janvier 1987 |